# エクローグ
エクローグ（英語: eclogue, フランス語: églogue エグログ, ラテン語: ecloga エクロガ）は、パストラル（田園、羊飼い）をテーマとした古典的形式の詩。田園詩、牧歌のこと。このジャンルの詩は、ブコリック（英語: bucolic, ラテン語: bucolicum, bucolica ブコリカ）と呼ばれることもある。
語源はギリシャ語の εκλεγη（eklegē、「選ぶ」）がローマ化したもの。元々はこの語は、あらゆるジャンルの短い詩、または、詩の本から精選されたものを表すものだった。古代人はウェルギリウスの詩『牧歌』を表すのにこの語を使い、さらに後のラテン語詩人たちは自分たちの作る田園的・牧歌的な詩（多くはウェルギリウスの模倣だった）を表すのにこの語を使った。ルネサンス期を通してのウェルギリウスの著名さと田園的・牧歌的な詩の永続性との結合が、「エクローグ」を特定のジャンルを指す一般的な語にしてしまった。エクローグを書いた後のローマの詩人には、カルプルニウス（en:Titus Calpurnius Siculus）やネメシアヌス（en:Marcus Aurelius Olympius Nemesianus）がいる。

## 近現代のエクローグ
- 英文学では、エドマンド・スペンサーの『羊飼いの暦』（1579年、en:The Shepheardes Calender）がこのジャンルに属する。アレキサンダー・ポープもウェルギリウスを模倣して『牧歌』（1709年）を書いた。
- スペイン語では、ガルシラソ・デ・ラ・ベガ（en:Garcilaso de la Vega）がウェルギリウスの様式でエクローグを書いた。
- フランス語では、ピエール・ド・ロンサールが『Les Bucoliques』を書き、クレマン・マロもこのジャンルの詩を書いた。
- ポーランドでは、詩人Szymon Szymonowic（en:Szymon Szymonowic）とJózef Bartłomiej Zimorowic（en:Józef Bartłomiej Zimorowic）が17世紀にエクローグの選集を出版した。
- ハンガリーでは、ユダヤ人詩人のラドノーティ・ミクローシュが、自身のホロコースト体験に関するエクローグを書いた。ちなみにラドノーティは第二次世界大戦の終わる数ヶ月前にドイツ軍によって処刑された。
- シェイマス・ヒーニーの詩集『Electric Light』（2001年）には、『Bann Valley Eclogue』、『Glanmore Eclogue』とウェルギリウスの9番目のエクローグの英語ヴァージョンが収められている。
- プエルトリコのスペイン語詩人ジャンニナ・ブラスキ（en:Giannina Braschi）は、ガルシラソ・デ・ラ・ベガのエクローグについての詩論を書き、また『Empire of Dreams』というオマージュの詩集も出した。
- 現代の詩人でもっともエクローグを多産しているのは、ルイス・マクニース（en:Louis MacNeice）である。マクニースのエクローグには、『Eclogue by a five barred gate』、『Eclogue for the motherless』、『An eclogue for christmas』、『Eclogue from Iceland』がある。

## ヴァリエーション
- 1526年、イタリア・ルネサンスの詩人ヤコポ・サンナザロ（en:Jacopo Sannazaro）は『Eclogae Piscatoriae』という本を出版したが、伝統的なウェルギリウス風の羊飼いをナポリ湾出身の漁師に置き換えた。
- イギリスの詩人フィニアス・フレッチャー（en:Phineas Fletcher）は、そのサンナザロを模倣して『Piscatorie Eclogs』（1633年）を書いた。
- 同じくイギリスの詩人ウィリアム・ダイパー（en:William Diaper）は1712年に『Nereides: or Sea-Eclogues』を作った。その語り手は海の神と海のニンフたちである。
- 18世紀初期になると、すべての田園的・牧歌的なジャンルはパロディ化された。ジョン・ゲイは『Shepherd's Week（羊飼いの1週間）』の中で、アンブローズ・フィリップス（en:Ambrose Philips）のエクローグを嘲笑した。また、レディ・メアリー・ウォートリー・モンタギュー（モンタギュー夫人）は6つの『Town Eclogues』を書き、当時のロンドンのファッショナブルな社交界を、ウェルギリウスの田園「アルカディア」の代用にした。

## 音楽
- セザール・フランク『牧歌（Églogue） Op.3』（1842年）と『Églogue biblique "Rutz"』（1846年初演）
- フランツ・リスト『牧歌（Églogue）』（『巡礼の年 第1年：スイス』第7曲）
- クロード・ドビュッシーの歌曲『Eclogue』
- セシル・シャミナード『Églogue Op.76-4』（1894年、『6 romances sans paroles』第4曲）と『Églogue Op.126-4』（1907年、『album d'enfants』第4曲）
- アルノルト・シェーンベルクの歌曲『Eclogue』
- エゴン・ヴェレス『Eklogen Op.11』（1911-12年）
- ジャン・シベリウス『Eclogue』（『4つの抒情的小品 Op.74』第1曲。1914年）
- イーゴリ・ストラヴィンスキーの『協奏的二重奏曲』（1932年）の第2楽章と第3楽章にはそれぞれ「Eclogue I」「Eclogue II」という題がつけられている。全3楽章の『Ode（頌歌）』（1943年）の第2楽章の題も「Eclogue」である。
- ジェラルド・フィンジ『ピアノと弦楽のためのエクローグ（Eclogue for piano and strings）』
- 伊福部昭『二十絃箏とオーケストラのための《交響的エグログ》（Eglogue Symphonique pour Koto à vingt cordes et Orchestra）』（1982年）
- 吉松隆『サジタリウス牧歌（Sagitarius Eclogue） Op.42』（1991年）